# Болест на Хънтингтън
Болест на Хънтингтън е дегенеративно генетично разстройство, което засяга мускулната координация и води към когнитивен спад и психични проблеми. Обикновено става забележимо, когато човек е в средна възраст. Тази болест е най-честата генетична причина за необичайни и неволни действия, наречени хорея, заради което това състояние е известно и като хорея на Хънтингтън.

## Патогенеза
Хореята на Хънтингтън засяга координацията и движенията, настъпва спад в умствените възможности и води до деменция.
Заболяването е описано е за първи път от Джордж Хънтингтън (22-годишен потомствен американски лекар) през 1872 г., само година след като се дипломира по медицина в Колумбийския университет в Ню Йорк. Свързано е с настъпване на атрофия на челните дялове на главния мозък и на важни подкорови ядра, наречени стриатум.
Заболяването е автозомно-доминантно. Отговорният ген е локализиран в късото рамо на четвъртата хромозома. Вероятността за поява в потомството е 50% за всяко дете, ако единият родител е болен.
По-често се среща при европеидната раса в сравнение с азиатци и африканци. Мъжете и жените боледуват еднакво. Честотата на заболяването е 5 – 10 на 100 000 души.

## Симптоми
Изява на симптомите може да се наблюдава във всяка възраст, но най-често е между 35 и 40 години. Генетичен тест се прави по всяко време и без наличие на симптоми.
Най-характерните симптоми са случайните, некоординирани, неконтролируеми движения. Така наречените хореични хиперкинезии са абнормни, неволеви, бързи, резки движения на тялото. Лицевите тикове като намигане и гримасничене се засилват и обхващат всички мускулни групи. Треперенето на крайниците и загубата на волеви контрол над мускулите са причина за „танцуващата“ походка, която е характерна за пациентите с хорея на Хънтингтън. Хореичните движения изчезват по време на сън.
Други симптоми са промяна в психиката, израза на лицето, затруднено дъвчене, гълтане и говорене. Развива се склонност към депресия, халюцинации и параноя.

## Лечение
Понякога пациентите попадат първо при психиатри и по-късно при невролози.
При семейства, в които се среща заболяването, може да се провежда пренатална диагностика.
Въпреки че все още няма лекарство, което да излекува болестта, успешно се прилагат медикаменти, които редуцират симптомите. Продължителността на живота на заболелите е около 20 години след появата на първите симптоми.